# Rokselana białobroda
Rokselana białobroda (Rhinopithecus strykeri) – gatunek ssaka z podrodziny gerez (Colobinae) w rodzinie koczkodanowatych (Cercopithecidae). Występuje jedynie w północno-wschodniej Mjanmie i południowych Chinach, a całkowita liczebność jest bardzo niewielka, dlatego gatunek należy do skrajnie zagrożonych wyginięciem.

## Budowa
Od innych gatunków z rodzaju Rhinopithecus, rokselana białobroda różni się czarnym zabarwieniem futra na stronie brzusznej, kończynach oraz białą brodą. Oprócz brody białe futro występuje jedynie w okolicach narządów płciowych i na uszach. Twarz w większości naga, z jasnoróżową skórą. Ogon stosunkowo długi – dochodzi do 140% długości tułowia. Holotypowy samiec mierzył 55,5 cm długości, a jego ogon – 78 cm. Według opisów myśliwych młode małpy są jaśniejsze lub mają więcej białego futra niż dorosłe, zwłaszcza na piersi i gardle.

## Taksonomia
Spośród 50 cech, głównie ubarwienia futra i skóry, wymienionych przez Geissmanna i współpracowników, 24 łączą rokselanę białobrodą z rokselaną czarną (R. bieti), 22 z rokselaną zadartonosą (R. avunculus), 17 z rokselaną szarą (R. bielichi), a jedynie 8 z rokselaną złocistą (R. roxellana). Cechą łączącą R. strykeri i R. bieti jest m.in. obecność dużego grzebienia na czaszkach samców, która może być synapomorfią tych gatunków. R. bieti występuje najbliżej R. strykeri, co także wspiera hipotezę o ich bliskim pokrewieństwie.
Późniejsze analizy molekularne potwierdziły bliskie pokrewieństwo R. strykeri i R. bieti; analizy DNA mitochondrialnego sugerują nawet, że haplogrupa B R. bieti jest bliżej spokrewniona z R. strykeri niż z haplogrupą A, choć analizy sekwencji DNA jądrowego nie potwierdzają takiego rezultatu. Szacowany czas rozejścia się R. strykeri i R. bieti to około 400 tys. lat (na podstawie DNA jądrowego), natomiast szacowany czas oddzielenia się R. strykeri od haplogrupy B R. bieti wynosi około 240 tys. lat (na podstawie DNA mitochondrialnego).

## Biologia i ekologia
Rokselany białobrode występują jedynie na północnym wschodzie stanu Kaczin w Mjanmie i w graniczącej z nią prowincji Nujiang w Chinach. Zasięg występowania gatunku obejmuje górskie lasy na wysokości przeważnie ponad 1500 m n.p.m. Obszar ten ograniczają rzeki Mekong i Saluin, dlatego nie przekracza on 273 km². Okres od maja do października małpy spędzają na większych wysokościach (powyżej 2135 m n.p.m.). W zimie, gdy spada ilość dostępnego pożywienia, zwierzęta przebywają na niżej położonych obszarach i zbliżają się do wiosek. Żywią się pędami bambusów.
Obserwowano rokselany białobrode przemieszczające się w grupach liczących kilka osobników. Według tubylców małpy te szczególnie łatwo zaobserwować w porze deszczu – gdy woda dostaje się do zadartych nosów, małpy głośno kichają. By tego uniknąć, pochylają głowę i wkładają ją między kolana.

## Historia odkryć
Na pierwsze ślady R. strykeri naukowcy natknęli się podczas wypraw w pierwszej połowie 2010 roku. Podczas rozmów z myśliwymi z Kaczinu usłyszeli o występujących tam małpach z zadartymi nosami, które zidentyfikowali jako przedstawicieli rodzaju Rhinopithecus, dotychczas nieznanego z terenów Mjanmy. 7 marca w wiosce Pade kupili czaszkę i skórę dorosłego samca schwytanego dzień lub dwa dni wcześniej. Okaz ten wraz z jego fotografiami został później desygnowany na holotyp. Paratypami zostały czaszki samca i samicy oraz torba wykonana ze skóry młodocianej małpy, uzyskane 21 lutego w wiosce Hantan.
Gatunek został nazwany na cześć Jona Strykera, prezesa i założyciela Arcus Foundation, która sfinansowała ekspedycję. W językach grup etnicznych Law Waw i Lisu, zamieszkujących tereny zasiedlane przez rokselana białobrode, małpa ta nazywana jest odpowiednio myuk na tok te i mey nwoah, co oznacza „małpa z zadartym nosem”.

## Liczebność i zagrożenia
Na podstawie rozmów z myśliwymi Geissmann i współpracownicy ocenili, że w Kaczinie istnieją prawdopodobnie trzy grupy R. strykeri występujące na różnych obszarach, choć nie wykluczyli, że istnieją również inne grupy. Pierwsza z nich miałaby liczyć 60 – 80 osobników, druga – 80 – 100 osobników, natomiast trzecia – około 150 zwierząt. Łącznie całą znaną liczebność gatunku ocenili na 260 – 330 osobników i na podstawie kryteriów Międzynarodowej Unii Ochrony Przyrody zasugerowali wpisanie R. strykeri do Czerwonej księgi gatunków zagrożonych jako gatunku krytycznie zagrożonego (CR), co stało się faktem w 2012 roku. Obserwacje tego gatunku są bardzo rzadkie, dlatego oszacowania jego liczebności są bardzo niepewne. Populacjom małp zagrażają głównie polowania (niekiedy małpy zostają złapane w pułapki przeznaczone dla niedźwiedzi) i zajmowanie zasiedlanych przez nie terenów pod budowę tam i dróg.